# Mission jésuite

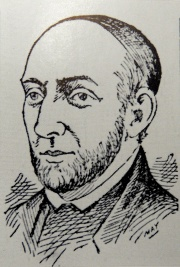
Pierre-Philippe Potier, missionnaire français du XVIIIe siècle en Nouvelle-France.

Le terme générique Mission jésuite fait référence à quelques entreprises d'évangélisation chrétienne organisées systématiquement par les jésuites en certaines régions ou pays, parfois sur plusieurs siècles. 
Quelques-unes de ces 'missions jésuites' sont :
- Mission jésuite en Arménie
- Missions jésuites de Bolivie
- Missions espagnoles de Californie
- Mission jésuite en Chine
- Mission jésuite au Congo
- Mission jésuite aux États-Unis
- Mission jésuite d'Éthiopie
- Missions jésuites des Guaranis
- Mission jésuite de Madagascar
- Mission jésuite du Maduré
- Mission jésuite de Moghol
- Missions jésuites en Nouvelle-France
- Mission jésuite du Paraguay
- Mission jésuite du Pérou
- Mission jésuite au Tibet